# Habib Guèye
Pape Habib Guèye (Meaux, 8 maart 1999) is een Frans-Senegalees voetballer die als verdediger voor AS Saint-Priest speelt.

## Carrière
Habib Guèye speelde in de jeugd van Stade de Reims en SC Bastia, waar hij ook één wedstrijd in het tweede elftal speelde. In 2017 vertrok hij naar SBV Vitesse, waar hij een half jaar in de jeugd speelde. In januari 2018 vertrok hij naar Chamois Niortais FC, waar hij bij het tweede elftal aansloot. Op 5 oktober 2018 debuteerde hij in de Ligue 2 voor Niort, in de met 1-0 gewonnen thuiswedstrijd tegen Paris FC. Hij speelde zes wedstrijden in de Ligue 2, waarna hij in 2019 transfervrij naar de amateurclub FC Bastia-Borgo vertrok. Hierna speelde hij voor Hyères FC en AS Saint-Priest.

### Statistieken
| Seizoen                       | Club                   | Land      | Competitie             | Competitie | Competitie | Overig | Overig | Totaal | Totaal |
| Seizoen                       | Club                   | Land      | Competitie             | Wed.       | Dlp.       | Wed.   | Dlp.   | Wed.   | Dlp.   |
| ----------------------------- | ---------------------- | --------- | ---------------------- | ---------- | ---------- | ------ | ------ | ------ | ------ |
| 2016/17                       | SC Bastia II           | Frankrijk | Championnat National 3 | 1          | 0          | –      | –      | 1      | 0      |
| 2017/18                       | Chamois Niortais FC II | Frankrijk | Championnat National 3 | 5          | 0          | –      | –      | 5      | 0      |
| 2018/19                       | Chamois Niortais FC II | Frankrijk | Championnat National 3 | 13         | 0          | –      | –      | 13     | 0      |
| 2018/19                       | Chamois Niortais FC    | Frankrijk | Ligue 2                | 6          | 0          | 0      | 0      | 6      | 0      |
| 2019/20                       | FC Bastia-Borgo        | Frankrijk | Champ. National        | 11         | 0          | 2      | 0      | 13     | 0      |
| 2020/21                       | Hyères FC              | Frankrijk | Championnat National 2 | 3          | 0          | –      | –      | 3      | 0      |
| 2021/22                       | AS Saint-Priest        | Frankrijk | Championnat National 2 | 2          | 0          | –      | –      | 2      | 0      |
| Totaal                        | Totaal                 | Totaal    | Totaal                 | 41         | 0          | 2      | 0      | 43     | 0      |
| Bijgewerkt op 2 november 2021 |                        |           |                        |            |            |        |        |        |        |